# Österrikiska ishockeyligan 2009/2010
Österrikiska ishockeyligan 2009/2010, även känd som EBEL 2009/2010, var den högsta divisionen för ishockey i Österrike för säsongen 2009/2010. Totalt 10 lag deltog, varav sex från Österrike, två från Slovenien och ett lag vardera från Kroatien och Ungern. De tio lagen spelade totalt 54 omgångar vardera i grundserien, varefter de åtta främsta gick vidare till slutspel. Efter säsongens slut stod EC Red Bull Salzburg som både österrikiska mästare och EBEL-mästare för säsongen 2009/2010 efter att ha besegrat EHC Linz i finalen med 4-2 i matcher.

## Grundserien
|     | EBEL                      | SM | V  | F  | ÖTF | GM  | IM  | MS  | P  |
| --- | ------------------------- | -- | -- | -- | --- | --- | --- | --- | -- |
| 1.  | Graz 99ers                | 54 | 36 | 13 | 5   | 197 | 132 | +65 | 77 |
| 2.  | EC Red Bull Salzburg      | 54 | 33 | 16 | 5   | 203 | 158 | +45 | 71 |
| 3.  | Vienna Capitals           | 54 | 33 | 17 | 4   | 193 | 156 | +37 | 70 |
| 4.  | EHC Linz                  | 54 | 30 | 15 | 9   | 176 | 150 | +26 | 69 |
| 5.  | EC VSV                    | 54 | 29 | 23 | 2   | 162 | 174 | –12 | 60 |
| 6.  | Alba Volán Székesfehérvár | 54 | 25 | 22 | 7   | 165 | 184 | –19 | 57 |
| 7.  | EC KAC                    | 54 | 27 | 24 | 3   | 166 | 159 | +7  | 57 |
| 8.  | KHL Medveščak Zagreb      | 54 | 25 | 22 | 7   | 160 | 182 | –22 | 57 |
|     |                           |    |    |    |     |     |     |     |    |
| 9.  | HK Jesenice               | 54 | 16 | 31 | 7   | 148 | 205 | –57 | 39 |
| 10. | HDD Olimpija Ljubljana    | 54 | 16 | 33 | 5   | 141 | 211 | –70 | 37 |

## Slutspel

### Kvartsfinal
- Graz 99ers – KHL Medveščak Zagreb 2–4 i matcher (2–1; 6–3; 2–3 sd; 0–3; 3–4 sd; 2–5)
- EC Red Bull Salzburg – EC KAC 4–3 i matcher (2–3; 3–1; 2–3; 2–0; 3–2; 3–5; 4–2)
- Vienna Capitals – Alba Volán Székesfehérvár 4–1 i matcher (2–3 sd; 3–2 sd; 5–1; 4–1; 6–5 sd)
- EHC Linz – EC VSV 4–1 i matcher (3–2; 3–4 sd; 5–2; 4–3 sd; 7–2)

### Semifinal
- EC Red Bull Salzburg – KHL Medveščak Zagreb 4–1 i matcher (2–0; 5–1; 1–4; 5–1; 3–2)
- Vienna Capitals – EHC Linz 3–4 i matcher (4–0; 3–1; 5–4; 1–2 sd; 4–6; 5–6 sd; 5–7)

### Final
- EC Red Bull Salzburg – EHC Linz 4–2 i matcher (2–3; 4–6; 6–3, 3–2; 3–2; 4–3 sd)

## Källa
Den här artikeln är helt eller delvis baserad på material från tyskspråkiga Wikipedia.